# Сан Ђулијано (Кјети)
Сан Ђулијано (итал. San Giuliano) је насеље у Италији у округу Кјети, региону Абруцо.
Према процени из 2011. у насељу је живело 25 становника. Насеље се налази на надморској висини од 92 м.